# Boezemtussenschot
Het boezemtussenschot of interatriale septum (Latijn: septum atriorum) is de wand die de rechter- en linkeratrium van het hart van elkaar scheidt.

## Ontwikkeling
Het boezemtussenschot ontwikkelt zich gedurende de eerste en de tweede maand van de foetale ontwikkeling in een aantal fases. Eerst ontwikkelt zich het septum primum, een halvemaanvormig stukje weefsel, dat de eerste scheiding tussen linker en rechterboezem gaat vormen. Omdat het halvemaanvormig is, wordt de verbinding tussen de beide boezems niet geheel afgesloten; de opening die nog blijft heet ostium primum of foramen primum. Gedurende de foetale ontwikkeling kan via deze opening bloed van de rechterboezem naar de linker stromen.
Terwijl het septum primum groeit, wordt het ostium primum geleidelijk aan kleiner. Voor het echter helemaal dicht is gegroeid, ontstaat een tweede opening, het ostium secundum, zodat bloed van recht naar links kan blijven stromen.
Rechts van het septum primum, vormt zich het septum secundum. Deze dikke, uit spierweefsel opgebouwde structuur krijgt ook een halvemaanvormige structuur, maar ontstaat aan de voorzijde, terwijl het septum primum aan de achterzijde was ontstaan. Terwijl het septum secundum groeit blijft een smalle opening open, het foramen ovale  zodat het bloed van rechts naar links kan blijven stromen.  
Het septum secundum  wordt steeds groter en de grootte van het septum primum neemt af. Uiteindelijk is van het septum primum nog slechts een klein randje over aan de linkerkant. Dit wordt de klep van het foramen ovale genoemd. Het foramen ovale opent en sluit als reactie op het drukverschil als tussen het linker- en het rechter atrium (boezem). Als de druk in het rechteratrium hoger is, gaat de klep open en als de druk daar lager is sluit de klep in reactie tot de hogere druk die na de geboorte ontstaat. Omdat de longen voor de geboorte niet functioneren, is de druk in het rechteratrium dan hoog.

## Stoornissen
- Atriumseptumdefect, ASD, is een veel voorkomende hartafwijking, die optreedt als het boezemtussenschot zich niet normaal ontwikkelt.